# Ognjan Gerdžikov
Ognjan Stefanov Gerdžikov (bulharsky: Огнян Стефанов Герджиков; * 19. června 1946 Sofie) je bulharský politik a právník, od ledna do května 2017 předseda vlády Bulharska, když se ujal řízení přechodné úřednické vlády, s cílem dovést zemi k předčasným parlamentním volbám uskutečněným v závěru března 2017. V období 2001–2005 působil v úřadu předsedy parlamentu, Národního shromáždění.

## Profesní a politická kariéra
Po absolvování Právnické fakulty Sofijské univerzity zahájil v roce 1979 na alma mater akademickou dráhu. Od roku 1994 působil jako profesor občanského a obchodního práva. V letech 1993–1994 zastával funkce prvního proděkana fakulty a taktéž prorektora sofijské univerzity.
Mezi červencem 2001 a únorem 2005 stál v čele unikamerálního zákonodárného sboru Národního shromáždění. Dvakrát byl zvolen do parlamentu na kandidátce Národního hnutí pro stabilitu a rozvoj (NDSV).
Poté, co premiér Bojko Borisov podal v listopadu 2016 demisi, jeho vláda dále úřadovala do závěru ledna 2017, kdy prezident republiky Rumen Radev jmenoval Gerdžikova 54. předsedou vlády. Pověřil jej řízením technokratického kabinetu s úkolem dovést zemi k předčasným parlamentním volbám, jejichž termín byl stanoven na 26. březen 2017. V květnu 2017 jej v úřadu opět nahradil Bojko Borisov, který jakožto vítěz voleb sestavil třetí vládu.

## Soukromý život
V roce 1972 se oženil se Světlou Gerdžikovovou. Do manželství se narodil jeden potomek. Hovoří také německy a rusky.